# Justin Chatwin
Justin Chatwin (n. 31 octombrie 1982) este un actor canadian. A fost remarcat în 2005, când l-a interpretat pe fiul lui Tom Cruise în blockbuster-ul Războiul Lumilor (2005) regizat de Steven Spielberg. A avut roluri principale în filmele Invizibil (2007), Dragonball Evolution (2009), Urge (2016), și The Assassin's Code (2018).  
Chatwin este foarte prolific ca actor de televiziune, fiind cunoscut datorită rolului din dramedia Showtime Shameless. A mai putut fi văzut în producția CBS American Gothic, dar și în episodul special de Crăciun al serialului Doctor Who.
Cel mai recent a apărut în serialul original Netflix Another Life, al cărui prim sezon este disponibil din 25 iulie 2019. 

## Date biografice generale
Chatwin s-a născut pe 31 octombrie 1982 în Nanaimo, Columbia Britanică, Canada. Este fiul lui Suzanne, o creatoare de filme documentare, și a lui Brian, un inginer. Are o soră, Brianna. În vara anului 2000, un prieten l-a rugat să-l însoțească la o audiție pentru filmul Josie and the Pussycats, care se filma în apropiere de orașul lui natal. Directorii de casting căutau figuranți tineri, așa că și Justin a dat o probă. Spre surprindera lui, a fost ales, ajungând să interpreteze un fan. 
I-a plăcut experiența și le-a mărturisit părinților că vrea să urmeze o carieră în acest domeniu. Aceștia l-au susținut, chiar dacă Chatwin tocmai începuse să studieze economie la Universitatea din Columbia Britanică. La scurt timp după ce și-a găsit un agent în 2001, a început să apară în diferite seriale de televiziune. În timp ce făcea facultatea, lua și lecții de actorie în timpul liber. 
S-a mutat în Los Angeles în anul 2005, și a locuit până în 2009 într-un mic apartament împreună cu actorul Noel Fisher.

## Cariera
Chatwin și-a făcut debutul în actorie în anul 2001, în comedia muzicală Josie and the Pussycats. Au urmat apariții episodice în seriale canadiene ca și Smallville, Just Cause, Glory Days, Mysterious Ways sau Night Visions, plus roluri secundare în filmele Taking Lives și Superbabies: Baby Geniuses 2. Datorită performanței din miniseria Traffic (2004), revista Newsweek l-a inclus într-un top al actorilor tineri promițători. 
După foarte scurt timp a fost selectat pentru a-l interpreta pe fiul lui Tom Cruise în blockbuster-ul Războiul Lumilor în regia lui Steven Spielberg, ce a fost lansat în vara lui 2005. Tot în acel an a putut fi văzut în rolul unui traficant de droguri adolescent în filmul independent The Chumscrubber, alături de Jamie Bell, Carrie-Anne Moss și Lou Taylor Pucci. De asemenea, a apărut și în episodul pilot al serialului Weeds, ca fiul homosexual al personajului interpretat de Kevin Nealon. În anul următor, a avut o apariție episodică în aclamatul serial Lost, și a jucat în piesa Dark Matters la teatrul The Rattlestick Playwrights  din New York.
În 2007, a fost lansat thriller-ul Invizibil, un remake al peliculei suedeze Den osynlige din 2002. Pelicula marchează totodată primul rol principal din cariera lui. În continuare, a avut un rol secundar în drama Middle of Nowhere, alături de Anton Yelchin, Eva Amurri și Susan Sarandon. În 2009 l-a interpretat pe Goku în Dragonball Evoluția, o adaptare a popularelor serii manga și anime Dragon Ball. Emmy Rossum, James Marsters, dar și Chow Yun-fat au jucat în film. Pe final de 2009, a fost distribuit în rolul pentru care este cel mai cunoscut până în prezent: timp de 3 sezoane, din 2011 până în 2013, l-a interpretat pe Jimmy Lishman în serialul Shameless. Și-a făcut apariția la finalul sezonului 4 în calitate de invitat, dar și în 3 din cele 12 episoade ale sezonului 5. Între timp a mai filmat un scurtmetraj intitulat Brink, în regia lui Shawn Christensen, ce a avut premiera în 2011 la Festivalul de Film de la Tribeca, și a bifat o nou rol episodic în sezonul 3 al serialului The Listener, al cărui protagonist este Craig Olejnik.
În continuare, Chatwin și-a continuat cariera de actor de film, cu roluri principale în muzicalul sf Bang Bang Baby, alături de Jane Levy și Peter Stormare, comedia romantică No Stranger Than Love, cu Alison Brie și Colin Hanks, și thriller-ul Urge, unde i-a dat replica lui Pierce Brosnan, fostul interpret al agentului 007 James Bond. S-a reîntors în 2016 la seriale cu un rol important în drama American Gothic, fiind de asemenea și invitatul special al episodului de Crăciun din Doctor Who, unde a interpretat un supererou inspirat de Superman.
Cele mai recente lungmetraje în care a putut fi văzut sunt dramele One Night și We Don't Belong Here, western-ul reinterpretat Poor Boy, cu Michael Shannon și Amanda Crew în distribuție, adaptarea romanului The Scent of Rain and Lightning de Nancy Pickard, comedia Unleashed, plus filmele de acțiune CHiPs, cu Dax Shepard, Michael Peña și Vincent D'Onofrio, și The Assassin's Code.

## Viața personală
Este pasionat de motociclete, fotografie și călătorii, fiind și un mare fan al formațiilor The Chemical Brothers și Arcade Fire, iar pe vremea când locuia în Vancouver practică des snow-boardul.
Din 2005 până în 2009, Justin Chatwin a avut o relație cu Molly Sims, în 2010 fiind văzut alături de Addison Timlin.

## Filmografie

### Film
| Anul | Titlu                           | Rol                        | Note                |
| ---- | ------------------------------- | -------------------------- | ------------------- |
| 2001 | Josie and the Pussycats         | Teenage Fan                |                     |
| 2004 | Superbabies: Baby Geniuses 2    | Zack                       |                     |
| 2004 | Taking Lives                    | Matt Soulsby               |                     |
| 2005 | War of the Worlds               | Robbie Ferrier             |                     |
| 2005 | The Chumscrubber                | Billy Peck                 |                     |
| 2007 | The Invisible                   | Nick Powell                |                     |
| 2008 | Middle of Nowhere               | Ben Pretzler               |                     |
| 2009 | Dragonball Evolution            | Son Goku                   |                     |
| 2011 | Brink                           | Jeremy                     | Film de scurtmetraj |
| 2011 | Funkytown                       | Santo 'Tino' DeiFiori      |                     |
| 2014 | Bang Bang Baby                  | Bobby Shore                |                     |
| 2015 | The Cycle                       | Robbie                     | Film de scurtmetraj |
| 2015 | No Stranger Than Love           | Rydell Whyte               |                     |
| 2016 | Poor Boy                        | Jackie Clean               |                     |
| 2016 | Urge                            | Jason Brettner             |                     |
| 2016 | Unleashed                       | Diego / Ajax               |                     |
| 2016 | One Night                       | Drew                       |                     |
| 2017 | CHiPs                           | Raymond Reed Kurtz Jr.     |                     |
| 2017 | The Scent of Rain and Lightning | Hugh Jay Linder            |                     |
| 2017 | We Don't Belong Here            | Tomas                      |                     |
| 2018 | In the Cloud                    | Halid 'Hale' Begovic       |                     |
| 2018 | The Assassin's Code             | Detective Michael Connelly |                     |
| 2019 | Summer Night                    | Andy                       |                     |

### Televiziune
| Anul       | Titlu                          | Rol                          | Note                            |
| ---------- | ------------------------------ | ---------------------------- | ------------------------------- |
| 2001       | Christy, Choices of the Heart  | John Spencer                 | 2 episoade                      |
| 2001       | Smallville                     | Jeremy Creek                 | Episod: "Pilot"                 |
| 2002       | Just Cause                     | Shaun Martin                 | Episod: "Code of Silence"       |
| 2002       | Night Visions                  | Pete Hartford                | Episod: "The Maze/Harmony"      |
| 2002       | Beyond Belief: Fact or Fiction | Vinny Rose                   | Episod: "The Devil's Autograph" |
| 2002       | Glory Days                     | Barry Bowers                 | Episod: "Grim Ferrytale"        |
| 2002       | Mysterious Ways                | J.T Stanislaw                | Episod: "Doctor in the House"   |
| 2003       | The Incredible Mrs. Ritchie    | Lawrence                     | Film de televiziune             |
| 2003       | Taken                          | Clauson                      | 2 episoade                      |
| 2004       | Prodigy                        | Dempsey                      | Pilot TV                        |
| 2004       | Traffic                        | Tyler McKay                  | 3 episoade                      |
| 2005, 2012 | Weeds                          | Josh Wilson                  | 3 episoade                      |
| 2006       | Lost                           | Eddie Colburn                | Episod: "Further Instructions"  |
| 2015       | Breed                          | Cooper Wells                 | Pilot TV                        |
| 2011–2015  | Shameless                      | Jimmy Lishman / Steve Wilton | 40 episoade                     |
| 2013       | The Listener                   | Rudy Best                    | Episod: "Blast from the Past"   |
| 2015       | Orphan Black                   | Jason Kellerman              | 4 episoade                      |
| 2016       | American Gothic                | Cameron Hawthorne            | 13 episoade                     |
| 2016       | Doctor Who                     | Grant Gordon                 | The Return of Doctor Mysterio   |
| 2017       | The Doomsday Project           | Chris Wyatt                  | Pilot TV                        |
| 2019       | Another Life                   | Erik Wallace                 | 10 episoade                     |